# Alğa (district)
Alğa (Kazachs: Алға ауданы) is een district in de oblast Aqtöbe in Kazachstan. Het bestuurlijke centrum van het district ligt in de plaats Algha (Алға).
Het gebied heeft een oppervlakte van 7500 km².

## Bevolking
Het aantal inwoners bedraagt ruim 40.000. Dezen bestaan voor 79% uit Kazachen, 11% Russen, 5% Oekraïners, 1% Duitsers en 1% Tataren.

## Administratieve indeling
Er zijn 33 nederzettingen in het district, 1 stad, 12 landelijke districten en 20 kleinere dorpen. De hoofdstad is Alğa, de 12 kleinere steden zijn: Aksai, Beskospa, Bestamak, Karagash, Karabulak, Karakobda, Karakuduk, Marzhanbulak, Sarykob, Tamdy, Tokmansay en Ushkudyk. 

### Natuur
Het district Alğa is tamelijk vlak en ligt op een hoogte van 200 - 350 meter. De Tasbaryaly in het noordwesten is het hoogste punt (386,7 meter hoog), in het zuidwesten ligt de Bosob, 330 meter hoog.
In het gebied vindt veel veeteelt plaats, met runderen, schapen, paarden en varkens.

## Klimaat
Het klimaat is erg continentaal, de winters zijn koud, de gemiddelde etmaaltemperatuur in januari is -15 tot -16°C; de zomers zijn warm, in juli is het gemiddelde 22 - 23°C, maar het maximum overdag ruim 30°C. De jaarlijkse hoeveelheid neerslag is ongeveer 200-250 mm. Hiermee is sprake van een (koud) steppeklimaat.

## Verkeer
De spoorweg van Orenburg naar Tasjkent gaat door het gebied, evenals de autoweg A27 van Aqtöbe naar Atyrau.